# The Miracle of Love
The Miracle of Love är en låt av den brittiska duon Eurythmics. Den släpptes i november 1986 som den tredje singeln från albumet Revenge. Singeln nådde plats 23 på UK Singles Chart och plats 18 på Sverigetopplistan.

## Låtlista

### Vinylsingel
- A: "The Miracle of Love" – 5:05
- B: "When Tomorrow Comes" (Live At the Roxy in Los Angeles) – 5:08

### Maxisingel
- A: "The Miracle of Love" - 5:05
- B1: "When Tomorrow Comes" (Live At the Roxy in Los Angeles) – 5:08
- B2: "Who's That Girl?" (Live on Rockline 21 July 1986) – 3:28